# Distilare

Un aparat tipic folosit pentru distilare simplă

Distilarea este procesul de separare care presupune trecere a unui amestec lichid în stare de vapori prin fierbere, urmată de condensarea vaporilor obținuți.
Distilarea este un procedeu fizic de purificare, care se produce în 2 etape:
- etapa I: trecerea din stare lichidă în stare gazoasă;
- etapa II: trecerea din stare gazoasă în stare lichidă.

Distilarea este folosită în special pentru a separa un component lichid dintr-un amestec de lichide, solubile unul cu celălalt, cu puncte de fierbere diferite.

## Aparatură
Pentru distilarea simplă se folosesc următoarele ustensile de laborator: o sursă de căldură (bec Bunsen sau Teclu, după caz), un  balon Wurtz și un refrigerent (unde are loc condensarea ulterioară), care poate fi prevăzut cu alonjă. De asemenea, se pot folosi diverse vase de colectare (pahar Berzelius, pahar Erlenmeyer, etc.)

## Tipuri
- Distilare simplă
- Distilare continuă
- Distilare fracționată
- Distilare azeotropă
- Distilare în vid
- Distilare cu vapori

## Vezi și
- Alambic
- Azeotrop
- Alcool
- Activitate termodinamică
- Evaporare
- Sublimare
- Distilare fracționată